# Miss Piauí 2010
Miss Piauí 2010 foi a 52ª edição do tradicional concurso de beleza feminino de Miss Piauí, válido para a disputa de Miss Brasil 2010, único caminho para o Miss Universo. O concurso, coordenado pelo colunista social Nelito Marques, ocorreu no estúdio Maria Amélia Tajra com a presença de vinte e quatro (24) candidatas de distintos municípios do Estado, com transmissão simultânea pela TV Cidade Verde. A detentora do título no ano anterior, Francisca Vanessa Barros, coroou sua sucessora no final do evento, sendo esta a represente do município de Ipiranga do Piauí, Lanna Camilla Alves Lopes.

## Resultados

### Colocações
| Posição    | Cidade e Candidata |
| Vencedora  | - Ipiranga - Lanna Lopes |
| 2º. Lugar  | - Bom Jesus - Letícia Dalcin |
| 3º. Lugar  | - Miguel Leão - Juliana Leão |
| Finalistas | - Altos - Rayane de Sousa - Barra do Ribeiro - Jéssica Camargo - Batalha - Cinthya Fontinele - Floriano - Cinthia Saraiva - Teresina - Kamilla Ribeiro |

### Prêmios Especiais
O concurso distribuiu somente o prêmio de Miss Simpatia este ano:
| Prêmio        | Cidade e Candidata         |
| Miss Simpatia | - Piripiri - Caroline Cruz |

### Ordem do anúncio

#### Top 08
1. Barra do Ribeiro
2. Teresina
3. Floriano
4. Batalha
5. Altos
6. Ipiranga
7. Miguel Leão
8. Bom Jesus

## Jurados

### Final
Ajudaram a eleger a campeã:
| 1. Elisa Ferraz, empresária; 2. Fenelon Rocha, jornalista; 3. Eugênio Fortes, personal trainer; 4. Iracema Portela, empresária e política; 5. Lilian Martins, advogada e política; 6. Cláudia Claudino, empresária; 7. Clô Cronemberger, estilista; 8. Denise Almeida, advogada; | 1. Robert Rios, deputado; 2. Rosa Karina, empresária; 3. Sigifroi Moreno, advogado; 4. Fernanda Oliveira, empresária; 5. Kalina Rameiro, artista plástica; 6. Pascoal Ribeiro, empresário; 7. Van Carvalho, empresária; 8. Júlio Santana, fotógrafo; |

## Candidatas
Disputaram o título este ano:
| - Altos - Rayane de Sousa - Angical - Jéssica Leal - Barra do Ribeiro - Jéssica Camargo - Batalha - Cinthya Fontinele - Bom Jesus - Letícia Dalcin - Campo Maior - Mônica Coelho - Castelo - Ana Kamylla - Floriano - Cinthia Saraiva - Francinópolis - Jéssyca Rodrigues - Francisco Santos - Fernanda Sousa - Ipiranga - Lanna Lopes - José de Freitas - Vanessa Gabrielle | - Luís Correia - Inara Sena - Miguel Alves - Kelly Leite - Miguel Leão - Juliana Arêa Leão - Nazária - Isys Sandy - Parnaíba - Amanda Lima - Passagem Franca - Ellen Santos - Piracuruca - Faradiba Martins - Piripiri - Caroline Cruz - Santa Rosa - Samaritana Rodrigues - São Julião - Marta Rocha - Teresina - Kamilla Ribeiro - União - Lorena Brigida |